# Катун (Грчка)
Катун (грч. Διπόταμα, Дипотама) је насељено место у општини Паранести у периферији Источна Македонија и Тракија, Грчка. Према попису из 2021. године било је 6 становника.
Према бугарском географу и историчару, Василу Канчову, у Катуну је 1900. године живело 650 Словена муслимана. Године 1923. муслиманско становништво је принудно исељено у Турску а на њихово место су насељене грчке избегличке породице, којих је на попису из 1928. године било 473.